# Petroso
Petroso o Kamegnak (in croato Kamenjak) è un isolotto disabitato della Croazia situato a sud dell'isola di Isto.
Amministrativamente appartiene alla città di Zara, nella regione zaratina.

## Geografia
Petroso si trova 925 m a sud di punta Benussi (rt Benuš) sull'isola di Isto, e 1,85 km a ovest di Melada. Nel punto più ravvicinato, punta Darchio (Artić) nel comune di Brevilacqua, dista dalla terraferma 27,5 km.
Petroso è un isolotto a forma di triangolo isoscele, con il vertice che punta verso ovest e i lati arrotondati, che misura 190 m di lunghezza e 80 m di larghezza massima. Ha una superficie di 0,012 km² e uno sviluppo costiero di 0,485 km. Al centro, raggiunge un'elevazione massima di 13,5 m s.l.m..

### Isole adiacenti
- Oliveto (Maslinjak), isolotto rettangolare situato 800 m a ovest di Petroso.
- Cernicova (Črnikovac), isolotto ovoidale situato 910 m a nordovest di Petroso.
- Scoglio Benussi (Benušić), scoglio rotondo situato nei pressi della punta omonima su Isto e 780 m a nord-nordest di Petroso.
- Isolotto del Conte (Knežačić), isolotto ovale situato 1,6 km a est di Petroso.

### Cartografia
- (HR) Mappa topografica della Croazia 1:25000, su preglednik.arkod.hr.